# De kus (film)
De kus is een Belgische film uit 2004 van Hilde Van Mieghem. De hoofdrol is voor haar dochter Marie Vinck.

## Verhaal
Sarah Lenaerts is jong en getalenteerd meisje van bijna zestien jaar. Ze heeft één grote droom om professionele ballerina te worden. Ze heeft weinig vriendinnen en krijgt weinig liefde en genegenheid van haar ouders. Voor haar moeder kan ze niets goed doen en ze krijgt slaag van haar. Haar vader is bijna nooit thuis, omdat hij constant bezig is met zijn werk. In de knappe Vic vindt Sarah eindelijk een vriend en zielsverwant. Wat naïef vertrouwt ze deze volledig. Ze trekt steeds meer met hem op, maar ze vermoedt niet dat ze op deze manier meer en meer in de problemen komt te zitten. Gelukkig is er Bas, een jongen die een oogje op haar heeft.

## Rolverdeling

### Hoofdrollen
| Acteur            | Personage       |
| ----------------- | --------------- |
| Marie Vinck       | Sarah Lenaerts  |
| Fedja van Huêt    | Vic             |
| Hilde Van Mieghem | Denise Lenaerts |
| Jan Decleir       | Marcel Lenaerts |
| Veerle Baetens    | Rita            |
| Ides Meire        | Bas             |

### Bijrollen
| Acteur          | Personage      |
| --------------- | -------------- |
| Els Dottermans  | Moeder van Bas |
| Josse De Pauw   | Nonkel Hugo    |
| Axel Daeseleire | Detective      |
| Tom De Hoog     | Dokter         |